# شهرداری الشمال
الشمال (به عربی: بلدية الشمال) نام یکی از شهرداری‌های اصلی قطر و مرکز آن شهر الشمال است. الرویس دیگر شهر مهم این شهرداری است.